# Takuya Igarashi
Takuya Igarashi (五十嵐 卓哉, Igarashi Takuya) (21 de dezembro de 1965) é um diretor de anime japonês que trabalhava na Toei Animation.Hoje ele é membro do Studio Trigger. Ele também é conhecido como Jūgo Kazayama (風山 十五, Kazayama Jūgo).

## Trabalhos
- Ashita no Nadja[3]
- Bungo Stray Dogs: Dead Apple
- Captain Earth[3]
- Futari wa Pretty Cure
- Kingyo Chuuihou!
- Konjiki no Gash Bell!!
- Mushishi
- Ojamajo Doremi
- Ouran High School Host Club[3]
- Revolutionary Girl Utena
- Sailor Moon[3]
- Soul Eater
- Star Driver: Kagayaki no Takuto